# Joaquín Adán Berned
Joaquín Adán Berned (Calanda, 1860-Barcelona, 1895), fue un periodista, dramaturgo y poeta español, redactor jefe de La Correspondencia de España.

## Biografía
Nacido en la localidad turolense de Calanda, gozó de cierta fama a finales del siglo XIX como autor de juguetes cómicos, entre los que destaca El Destripador (1889). Se consideran como sus obras más importantes: Retazos literarios (1887) -poesía- y la novela de temática aragonesa Mosén Quitolis (1893). Falleció en marzo de 1895 en Barcelona a causa de la tuberculosis, a los treinta y cuatro años de edad.

## Obra (selección)

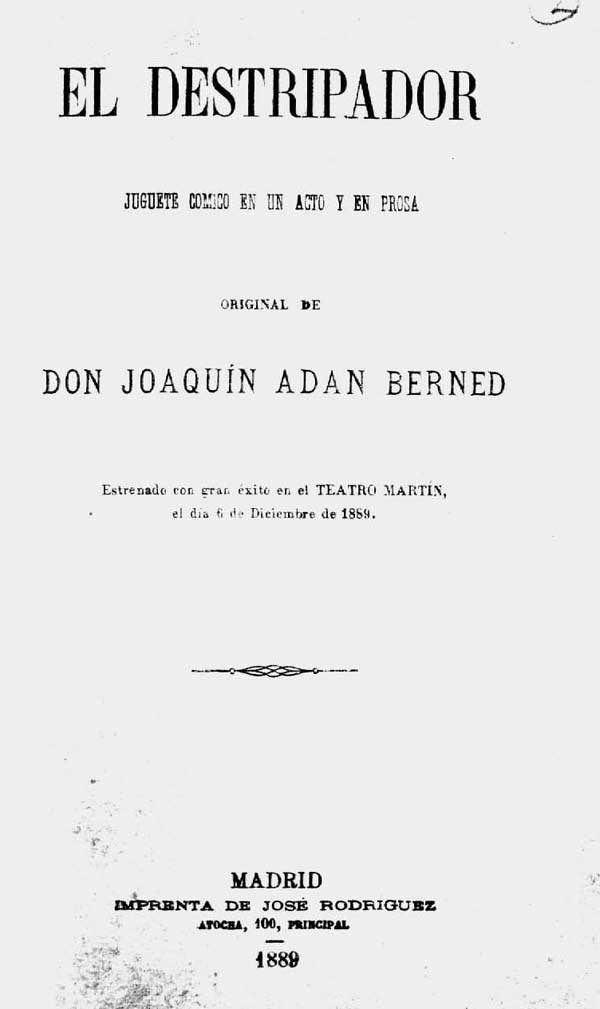
El destripador, juguete cómico de Joaquín Adán Berned.

- Colocaciones (Huesca, 1885) -ensayo cómico-lírico en un acto y en verso-
- Retazos literarios (Huesca, 1887) -poemario-
- El Destripador (Madrid, 1889) -juguete cómico en un acto y en prosa-
- Por una carta (Madrid, 1890) -juguete cómico en un acto y en prosa-
- Consulta médica (Madrid, 1891) -juguete cómico en un acto y en verso-
- El álbum (Madrid, 1892) -juguete cómico en un acto y en prosa-
- Curiosidades taurinas (Madrid, 1892)
- En busca de Gloria (Madrid, 1893) -pasillo cómico en un acto y en verso-
- Vencer en buena lid (Madrid, 1893) -apropósito cómico en un acto, en prosa y en verso-
- Mosén Quitolis (Madrid, 1893) -novela "aragonesa"-
- El desenlace (Madrid, 1893) -drama en un acto y en verso-
- El rescate (Bilbao, 1914)
- Cuando la vida llega (Bilbao, 1914)